# Надскладене число

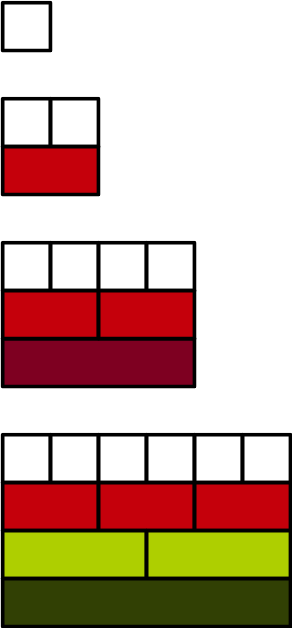
Перші чотири надскладені числа: 1, 2, 4, 6 і їх розкладання на дільники

Надскладене число — натуральне число з більшою кількістю дільників, ніж у будь-якого меншого натурального числа.

## Історія
Термін запропонував Рамануджан 1915 року. Однак Жан-П'єр Кагане розглядав їх раніше, і, можливо, вони були відомі вже Платону, який описав число 5040 як ідеальну кількість громадян міста, оскільки 5040 має більше дільників, ніж будь-яке менше число.

## Приклади
У таблиці наведено перші 38 надскладених чисел (послідовність A002182 з Онлайн енциклопедії послідовностей цілих чисел, OEIS).
| Номер | Надскладене | Розклад на прості                                              | Кількість дільників | Розклад на прайморіали                     |
| ----- | ----------- | -------------------------------------------------------------- | ------------------- | ------------------------------------------ |
| 1     | 1           |                                                                | 1                   |                                            |
| 2     | 2           | {\displaystyle 2}                                              | 2                   | {\displaystyle 2}                          |
| 3     | 4           | {\displaystyle 2^{2}}                                          | 3                   | {\displaystyle 2^{2}}                      |
| 4     | 6           | {\displaystyle 2\cdot 3}                                       | 4                   | {\displaystyle 6}                          |
| 5     | 12          | {\displaystyle 2^{2}\cdot 3}                                   | 6                   | {\displaystyle 2\cdot 6}                   |
| 6     | 24          | {\displaystyle 2^{3}\cdot 3}                                   | 8                   | {\displaystyle 2^{2}\cdot 6}               |
| 7     | 36          | {\displaystyle 2^{2}\cdot 3^{2}}                               | 9                   | {\displaystyle 6^{2}}                      |
| 8     | 48          | {\displaystyle 2^{4}\cdot 3}                                   | 10                  | {\displaystyle 2^{3}\cdot 6}               |
| 9     | 60          | {\displaystyle 2^{2}\cdot 3\cdot 5}                            | 12                  | {\displaystyle 2\cdot 30}                  |
| 10    | 120         | {\displaystyle 2^{3}\cdot 3\cdot 5}                            | 16                  | {\displaystyle 2^{2}\cdot 30}              |
| 11    | 180         | {\displaystyle 2^{2}\cdot 3^{2}\cdot 5}                        | 18                  | {\displaystyle 6\cdot 30}                  |
| 12    | 240         | {\displaystyle 2^{4}\cdot 3\cdot 5}                            | 20                  | {\displaystyle 2^{3}\cdot 30}              |
| 13    | 360         | {\displaystyle 2^{3}\cdot 3^{2}\cdot 5}                        | 24                  | {\displaystyle 2\cdot 6\cdot 30}           |
| 14    | 720         | {\displaystyle 2^{4}\cdot 3^{2}\cdot 5}                        | 30                  | {\displaystyle 2^{2}\cdot 6\cdot 30}       |
| 15    | 840         | {\displaystyle 2^{3}\cdot 3\cdot 5\cdot 7}                     | 32                  | {\displaystyle 2^{2}\cdot 210}             |
| 16    | 1260        | {\displaystyle 2^{2}\cdot 3^{2}\cdot 5\cdot 7}                 | 36                  | {\displaystyle 6\cdot 210}                 |
| 17    | 1680        | {\displaystyle 2^{4}\cdot 3\cdot 5\cdot 7}                     | 40                  | {\displaystyle 2^{3}\cdot 210}             |
| 18    | 2520        | {\displaystyle 2^{3}\cdot 3^{2}\cdot 5\cdot 7}                 | 48                  | {\displaystyle 2\cdot 6\cdot 210}          |
| 19    | 5040        | {\displaystyle 2^{4}\cdot 3^{2}\cdot 5\cdot 7}                 | 60                  | {\displaystyle 2^{2}\cdot 6\cdot 210}      |
| 20    | 7560        | {\displaystyle 2^{3}\cdot 3^{3}\cdot 5\cdot 7}                 | 64                  | {\displaystyle 6^{2}\cdot 210}             |
| 21    | 10080       | {\displaystyle 2^{5}\cdot 3^{2}\cdot 5\cdot 7}                 | 72                  | {\displaystyle 2^{3}\cdot 6\cdot 210}      |
| 22    | 15120       | {\displaystyle 2^{4}\cdot 3^{3}\cdot 5\cdot 7}                 | 80                  | {\displaystyle 2\cdot 6^{2}\cdot 210}      |
| 23    | 20160       | {\displaystyle 2^{6}\cdot 3^{2}\cdot 5\cdot 7}                 | 84                  | {\displaystyle 2^{4}\cdot 6\cdot 210}      |
| 24    | 25200       | {\displaystyle 2^{4}\cdot 3^{2}\cdot 5^{2}\cdot 7}             | 90                  | {\displaystyle 2^{2}\cdot 30\cdot 210}     |
| 25    | 27720       | {\displaystyle 2^{3}\cdot 3^{2}\cdot 5\cdot 7\cdot 11}         | 96                  | {\displaystyle 2\cdot 6\cdot 2310}         |
| 26    | 45360       | {\displaystyle 2^{4}\cdot 3^{4}\cdot 5\cdot 7}                 | 100                 | {\displaystyle 6^{3}\cdot 210}             |
| 27    | 50400       | {\displaystyle 2^{5}\cdot 3^{2}\cdot 5^{2}\cdot 7}             | 108                 | {\displaystyle 2^{3}\cdot 30\cdot 210}     |
| 28    | 55440       | {\displaystyle 2^{4}\cdot 3^{2}\cdot 5\cdot 7\cdot 11}         | 120                 | {\displaystyle 2^{2}\cdot 6\cdot 2310}     |
| 29    | 83160       | {\displaystyle 2^{3}\cdot 3^{3}\cdot 5\cdot 7\cdot 11}         | 128                 | {\displaystyle 6^{2}\cdot 2310}            |
| 30    | 110880      | {\displaystyle 2^{5}\cdot 3^{2}\cdot 5\cdot 7\cdot 11}         | 144                 | {\displaystyle 2^{3}\cdot 6\cdot 2310}     |
| 31    | 166320      | {\displaystyle 2^{4}\cdot 3^{3}\cdot 5\cdot 7\cdot 11}         | 160                 | {\displaystyle 2\cdot 6^{2}\cdot 2310}     |
| 32    | 221760      | {\displaystyle 2^{6}\cdot 3^{2}\cdot 5\cdot 7\cdot 11}         | 168                 | {\displaystyle 2^{4}\cdot 6\cdot 2310}     |
| 33    | 277200      | {\displaystyle 2^{4}\cdot 3^{2}\cdot 5^{2}\cdot 7\cdot 11}     | 180                 | {\displaystyle 2^{2}\cdot 30\cdot 2310}    |
| 34    | 332640      | {\displaystyle 2^{5}\cdot 3^{3}\cdot 5\cdot 7\cdot 11}         | 192                 | {\displaystyle 2^{2}\cdot 6^{2}\cdot 2310} |
| 35    | 498960      | {\displaystyle 2^{4}\cdot 3^{4}\cdot 5\cdot 7\cdot 11}         | 200                 | {\displaystyle 6^{3}\cdot 2310}            |
| 36    | 554400      | {\displaystyle 2^{5}\cdot 3^{2}\cdot 5^{2}\cdot 7\cdot 11}     | 216                 | {\displaystyle 2^{3}\cdot 30\cdot 2310}    |
| 37    | 665280      | {\displaystyle 2^{6}\cdot 3^{3}\cdot 5\cdot 7\cdot 11}         | 224                 | {\displaystyle 2^{3}\cdot 6^{2}\cdot 2310} |
| 38    | 720720      | {\displaystyle 2^{4}\cdot 3^{2}\cdot 5\cdot 7\cdot 11\cdot 13} | 240                 | {\displaystyle 2^{2}\cdot 6\cdot 30030}    |

## Розклад на прості
У розкладанні надскладених чисел беруть участь найменші прості множники, і при цьому не надто багато однакових.
За основною теоремою арифметики кожне натуральне число {\displaystyle n} має єдиний розклад на прості:
{\displaystyle n=p_{1}^{c_{1}}\times p_{2}^{c_{2}}\times \cdots \times p_{k}^{c_{k}}\qquad (1)}
де {\displaystyle p_{1}<p_{2}<\cdots <p_{k}} прості, і показники {\displaystyle c_{i}} додатні цілі числа. Кількість дільників {\displaystyle d(n)} числа {\displaystyle n} можна виразити так:
{\displaystyle d(n)=(c_{1}+1)\times (c_{2}+1)\times \cdots \times (c_{k}+1).\qquad (2)}
Таким чином, для надскладеного числа {\displaystyle n} виконується таке:
- Числа {\displaystyle p_{1},p_{2},\dots ,p_{k}} є першими {\displaystyle k} простими числами.
- Послідовність степенів повинна бути незростаюча, тобто {\displaystyle c_{1}\geq c_{2}\geq \cdots \geq c_{k}} .
  - Ця властивість рівнозначна тому, що надскладене число є добутком прайморіалів.
- За винятком двох особливих випадків n   =   4 та N   =   36, останній степінь {\displaystyle c_{k}} дорівнює одиниці.

Зокрема тільки 1, 4 і 36 є надскладеними квадратами.
Хоча описані вище умови є необхідними, вони не є достатніми. Наприклад, 96 = 2 5 × 3 задовольняє всім перерахованим вище умовам і має 12 дільників, але не є надскладеним, оскільки існує менше число 60, яке має таку саму кількість дільників.

## Асимптотичне зростання і щільність
Існують сталі a і b, обидві більші, ніж 1, такі, що
{\displaystyle \ln(x)^{a}\leq Q(x)\leq \ln(x)^{b},}
де {\displaystyle Q(x)} позначає кількість надскладених чисел менших або рівних {\displaystyle x} .
Першу частину нерівності довів Пал Ердеш 1944 року; другу довів Жан-Луї Ніколя 1988 року.
{\displaystyle 1{,}13862<\liminf {\frac {\log Q(x)}{\log \log x}}\leq 1{,}44}
і
{\displaystyle \limsup {\frac {\log Q(x)}{\log \log x}}\leq 1{,}71.}

## Властивості
- Всі надскладені числа, більші від 6, є надлишковими.
- Не всі надскладені числа є числами харшад за основою 10;
  - перший контрприклад це 245 044 800: це число має суму цифр 27, але на 27 не ділиться.